# Telița, Anenii Noi
Telița este satul de reședință al comunei cu același nume  din raionul Anenii Noi, Republica Moldova. A fost atestat documentar pentru prima oară între anii 1443 și 1453.
Lângă sat este amplasată rezervația peisagistică Telița.

## Demografie
Structură etnică
     moldoveni (91,03%)
     ucraineni (0,16%)
     ruși (0,95%)
     găgăuzi (0%)
     bulgari (0,08%)
     români (0,32%)
     evrei (0%)
     polonezi (0%)
     țigani (1,59%)
     alte etnii / nedeclarată (5,87%)
Conform datelor recensământului din 2004, populația localității este de 1.260 locuitori, dintre care 596 (47,3%) bărbați și 664 (52,7%) femei. Structura etnică a populației în cadrul localității arată astfel:
- moldoveni — 1.147;
- ucraineni — 2;
- ruși — 12;
- bulgari — 1;
- români — 4;
- țigani — 20;
- altele / nedeclarată — 74.